# Tovo
Ne doit pas être confondu avec Tovo (Bømlo).
Tovo est une île norvégienne du comté de Hordaland appartenant administrativement à Austevoll.

## Description
Rocheuse et couverte d'une légère végétation, elle s'étend sur environ 503 m de longueur pour une largeur approximative de 299 m.